# Agrostis murbeckii
Agrostis murbeckii là một loài thực vật có hoa trong họ Hòa thảo. Loài này được Fouill. mô tả khoa học đầu tiên năm 1932 publ. 1933.